# Kognitivní religionistika
Kognitivní religionistika je religionistická metodologická disciplína, která se zabývá náboženským myšlením a chováním z pohledu kognitivních věd. První práce, která se systematicky zabývala možností kognitivnícho studia náboženství je Rethinking Religion: Connecting Cognition and Culture od Thomase Lawsona a Roberta McCauleyho z roku 1990. V současné době se kognitivní religionistikou zabývají badatelé jako např. Harvey Whitehouse, Luther H. Martin či Pascal Boyer. V kontextu religionistického bádání je kognitivní religionistika novou metodou, jak přistupovat ke studiu náboženských fenoménů. Od roku 2008 v Česku existuje občanské sdružení „Česká společnost pro kognitivní studium kultury“, která se zabývá i právě kognitivní religionistikou.